# Hans Scholl (astronom)
 Der er flere personer med dette navn, se Hans Scholl.
Hans Scholl er en tysk astronom, der arbejder på Observatoire de la Côte d'Azur i Nice, Frankrig. I 1999 var han med til at opdage tre af planeten Uranus' måner: Prospero, Setebos og Stephano.